# Чарльз-Сити (Айова)
Чарльз-Сити (англ. Charles City) — крупнейший город и административный центр в округе Флойд в штате Айова в Соединённых Штатах Америки.
Согласно результатам переписи населения США, проведённой в 2020 году, число жителей города составляло 7396 человек, что, для такого небольшого населённого пункта, существенно больше (− 3.3%), чем было во время предыдущей переписи прошедшей в 2010 году (7652 человек).

## История
В доколумбову эпоху на этих землях жили коренные американцы из народа виннебаго (также известного как хо-чанк). Здесь, вдоль реки Сидар, стояла индейская деревня, жители которой традиционно жили охотой, рыбалкой, собирательством и ведя меновую торговлю с другими племенами жившими неподалёку.
В 1851 году Джозеф Келли (англ. Joseph Kelly), первый известный европейско-американский поселенец в этом районе, прибыл сюда после вынужденного ухода индейцев из этого района. Он считал, что это место идеально подходит для строительства города, поскольку здесь была вода из реки Сидар, а прилегающие лесные угодья обеспечивали строительные нужды. Поселение сначала называлось «Чарльстаун» в честь его сына Чарльза, что вносит некоторую путаницу в историю города, т.к. округ был назван в честь участника экспедиции Льюиса и Кларка сержанта Флойда, которого тоже звали Чарльз (хотя, в будущем это возможно повлияло на выбор места для столицы округа созданного в том же году. К 1852 году к Келли присоединились ещё двадцать пять семей поселенцев. Название города было изменено сначала на «Сент-Чарльз», а затем на «Чарльз-Сити», чтобы избежать дублирования названий других городов Айовы по очень настоятельной просьбе представителей Почтовой службы США.
В 1896 году в городе Чарльз-Сити Чарльз Волтер Харт и Чарльз Парр, которые познакомились в колледже, разработали двухцилиндровый бензиновый двигатель. В 1903 году их фирма построила 15 тракторов. Их шеститонный #3 является старейшим трактором с двигателем внутреннего сгорания в Соединённых Штатах и хранится в Смитсоновском Национальном музее американской истории в Вашингтоне, округ Колумбия. Харту и Парру приписывают и создание самого слова «tractor», опираясь на латинские корни и являвшееся сочетанием слов «тяга» и «мощность». Созданная ими компания Hart-Parr Tractor Company стала одной из четырёх подобных объединившихся в огромных холдинг Oliver Farm Equipment Company, который затем трансформировался в White Farm Equipment. Долгое время компания была одним из крупнейших работодателей, пока в в 1993 году производство не было закрыто, что нанесло сильный удар по экономике города. 
Чарльз-Сити находится в месте, подверженном торнадо, и многократно подвергался серьёзным разрушениям за свою историю. Летом 1858 года (вероятно, 21 июля), когда он ещё был известен как деревня Сент-Чарльз, был зафиксирован «ужасный торнадо». Погибло 16 человек, 13 из которых находились в деревне. Стоимость разрушенных зданий исчислялась тысячами долларов (по 1858 году), а потери урожая, как сообщалось в газете, были «непостижимыми».
8 июня 1908 года торнадо разрушил или существенно повредил около 200 домов и амбаров. Погибли жители У. Р. Бек и ребёнок. Траектория торнадо проходила через юго-восточную часть города, минуя деловой район.
15 мая 1968 года на город обрушился мощный торнадо; в результате погибло 13 человек, сотни получили ранения. Это был один из крупнейших смерчей, когда-либо зарегистрированных в штате Айова. Природная стихия разрушила большую часть центра города, около 256 предприятий и 1250 домов. Ущерб был оценён более чем в 20 миллионов долларов, огромная сумма по тем временам.
9 июня 2008 года сильное наводнение нанесло городу серьёзный ущерб. Исторический подвесной мост Чарльз-Сити через реку Сидар обрушился, также были разрушены многочисленные дома по всему городу. 
В настоящее время Чарльз-Сити является важным коммерческим и транспортным центром района. Через город проходят федеральные трассы США № 18 и 218, шоссе Айовы № 14, а также канадские национальные и канадская тихоокеанская железные дороги. 

## География
Согласно данным представленным Бюро переписи населения США, общая площадь города Чарльз-Сити составляет 6,31 квадратных мили (16,34 км²), из которых 6,22 квадратных мили (16,11 км²) занимает суша, а 0,09 квадратных мили (0,23 км²) приходится на водную поверхность.